# Pakisztán a 2012. évi nyári olimpiai játékokon
Pakisztán a nagy-britanniai Londonban megrendezett 2012. évi nyári olimpiai játékok egyik részt vevő nemzete volt. Az országot az olimpián 4 sportágban 23 sportoló képviselte, akik érmet nem szereztek.

## Atlétika
Férfi
| Versenyző  | Versenyszám | Selejtező | Selejtező | Selejtező | Előfutam | Előfutam | Előfutam | Elődöntő | Elődöntő | Elődöntő | Döntő   | Döntő    |
| Versenyző  | Versenyszám | Idő       | Hely.     | Össz.     | Idő      | Hely.    | Össz.    | Idő      | Hely.    | Össz.    | Idő     | Helyezés |
| ---------- | ----------- | --------- | --------- | --------- | -------- | -------- | -------- | -------- | -------- | -------- | ------- | -------- |
| Liaqat Ali | 100 m       | 10,90     | 4.        | 15.       | kiesett  | kiesett  | kiesett  | kiesett  | kiesett  | kiesett  | kiesett | kiesett  |

Női
| Versenyző  | Versenyszám | Előfutam | Előfutam | Előfutam | Elődöntő | Elődöntő | Elődöntő | Döntő   | Döntő    |
| Versenyző  | Versenyszám | Idő      | Hely.    | Össz.    | Idő      | Hely.    | Össz.    | Idő     | Helyezés |
| ---------- | ----------- | -------- | -------- | -------- | -------- | -------- | -------- | ------- | -------- |
| Liaqat Ali | 800 m       | 2:17,39  | 6.       | 35.      | kiesett  | kiesett  | kiesett  | kiesett | kiesett  |

## Gyeplabda

### Férfi
| Pakisztáni férfi gyeplabdacsapat-játékoskeret | Pakisztáni férfi gyeplabdacsapat-játékoskeret |
| --- | --- |
| - Sohail Abbas (cs) - Shakeel Abbasi - Waseem Ahmad - Fareed Ahmed - Imran Butt - Rehan Butt - Muhammad Imran - Muhammad Irfan - Abdul Haseem Khan | - Syed Kashif Shah - Rashid Mehmood - Shafqat Rasool - Muhammad Rizwan - Muhammad Rizwan Jr. - Imran Shah - Muhammad Tousiq - Muhammad Umar Bhutta - Muhammad Waqas - Szövetségi kapitány: Akhtar Rasool |

#### Eredmények
Csoportkör
A csoport
| Csapat                        | M | Gy | D | V | G+ | G– | Gk  | P  |
| ----------------------------- | - | -- | - | - | -- | -- | --- | -- |
| Ausztrália (AUS)              | 5 | 3  | 2 | 0 | 23 | 5  | +18 | 11 |
| Nagy-Britannia (GBR)          | 5 | 2  | 3 | 0 | 14 | 8  | +6  | 9  |
| Spanyolország (ESP)           | 5 | 2  | 2 | 1 | 8  | 10 | −2  | 8  |
| Pakisztán (PAK)               | 5 | 2  | 1 | 2 | 9  | 16 | −7  | 7  |
| Argentína (ARG)               | 5 | 1  | 1 | 3 | 10 | 14 | −4  | 4  |
| Dél-afrikai Köztársaság (RSA) | 5 | 0  | 1 | 4 | 11 | 22 | −11 | 1  |

| 2012. július 30. 13:45 (14:45) | Spanyolország (ESP) | 1–1               | Pakisztán (PAK) | Riverbank Arena, London Játékvezetők: Simon Taylor (NZL) Nigel Iggo (NZL) |
| 2012. július 30. 13:45 (14:45) | Quemada 47'         | (0–0) Jegyzőkönyv | Butt 46'        | Riverbank Arena, London Játékvezetők: Simon Taylor (NZL) Nigel Iggo (NZL) |

| 2012. augusztus 1. 19:00 (20:00) | Pakisztán (PAK)       | 2–0               | Argentína (ARG) | Riverbank Arena, London Játékvezetők: John Wright (RSA) Marcin Grochal (POL) |
| 2012. augusztus 1. 19:00 (20:00) | Imran 30' · Abbas 44' | (1–0) Jegyzőkönyv |                 | Riverbank Arena, London Játékvezetők: John Wright (RSA) Marcin Grochal (POL) |

| 2012. augusztus 3. 16:00 (17:00) | Nagy-Britannia (GBR)                       | 4–1               | Pakisztán (PAK) | Riverbank Arena, London Játékvezetők: Simon Taylor (NZL) Marcelo Servetto (ESP) |
| 2012. augusztus 3. 16:00 (17:00) | Tindall 4' · Clarke 26' · Jackson 50', 67' | (2–0) Jegyzőkönyv | Abbas 70'       | Riverbank Arena, London Játékvezetők: Simon Taylor (NZL) Marcelo Servetto (ESP) |

| 2012. augusztus 5. 10:45 (11:45) | Pakisztán (PAK)                                    | 5–4               | Dél-afrikai Köztársaság (RSA)                 | Riverbank Arena, London Játékvezetők: Marcelo Servetto (ESP) Colin Hutchinson (IRL) |
| 2012. augusztus 5. 10:45 (11:45) | Khan 20', 26' · Rasool 23' · Abbas 64' · Ahmad 67' | (3–3) Jegyzőkönyv | McDade 2' · Reid-Ross 22', 35' · W. Paton 48' | Riverbank Arena, London Játékvezetők: Marcelo Servetto (ESP) Colin Hutchinson (IRL) |

| 2012. augusztus 7. 10:45 (11:45) | Ausztrália (AUS)                                                                 | 7–0               | Pakisztán (PAK) | Riverbank Arena, London Játékvezetők: Gary Simmonds (RSA) Christian Blasch (GER) |
| 2012. augusztus 7. 10:45 (11:45) | de Young 5' · Knowles 6' · Ciriello 29', 34' · Ford 42' · Dwyer 48' · Turner 70' | (4–0) Jegyzőkönyv |                 | Riverbank Arena, London Játékvezetők: Gary Simmonds (RSA) Christian Blasch (GER) |

A 7. helyért
| 2012. augusztus 9. 11:30 (12:30) | Pakisztán (PAK)                  | 3–2               | Dél-Korea (KOR)        | Riverbank Arena, London Játékvezetők: Marcelo Servetto (ESP) Simon Taylor (NZL) |
| 2012. augusztus 9. 11:30 (12:30) | Waqas 31' · Khan 44' · Imran 61' | (1–2) Jegyzőkönyv | Hjon Hjeszong 30', 33' | Riverbank Arena, London Játékvezetők: Marcelo Servetto (ESP) Simon Taylor (NZL) |

| Csapat    | Helyezés |
| --------- | -------- |
| Pakisztán | 7.       |

## Sportlövészet
Férfi
| Versenyző    | Versenyszám | Selejtező | Selejtező | Döntő   | Döntő    |
| Versenyző    | Versenyszám | Pont      | Helyezés  | Pont    | Helyezés |
| ------------ | ----------- | --------- | --------- | ------- | -------- |
| Khurram Inam | Skeet       | 112       | 28.       | kiesett | kiesett  |

## Úszás
Férfi
| Versenyző     | Versenyszám | Előfutam | Előfutam | Előfutam | Elődöntő | Elődöntő | Elődöntő | Döntő   | Döntő    |
| Versenyző     | Versenyszám | Idő      | Hely.    | Össz.    | Idő      | Hely.    | Össz.    | Idő     | Helyezés |
| ------------- | ----------- | -------- | -------- | -------- | -------- | -------- | -------- | ------- | -------- |
| Israr Hussain | 100 m gyors | 57,86    | 8.       | 54.      | kiesett  | kiesett  | kiesett  | kiesett | kiesett  |

Női
| Versenyző   | Versenyszám  | Előfutam | Előfutam | Előfutam | Elődöntő | Elődöntő | Elődöntő | Döntő   | Döntő    |
| Versenyző   | Versenyszám  | Idő      | Hely.    | Össz.    | Idő      | Hely.    | Össz.    | Idő     | Helyezés |
| ----------- | ------------ | -------- | -------- | -------- | -------- | -------- | -------- | ------- | -------- |
| Anum Bandey | 400 m vegyes | 5:34,64  | 4.       | 35.      | kiesett  | kiesett  | kiesett  | kiesett | kiesett  |